# Micaelamys
Micaelamys es un género de roedores miomorfos de la familia Muridae. Son endémicos del África subsahariana.

## Especies
Se reconocen las siguientes:
- Micaelamys granti (Wroughton, 1908)
- Micaelamys namaquensis (A. Smith, 1834)